# Temporada 1998-99 de los Portland Trail Blazers
La temporada 1998-99 fue la vigesimonovena de los Portland Trail Blazers en la NBA. La temporada regular acabó con 35 victorias y 15 derrotas, ocupando el segundo puesto de la conferencia Oeste, clasificándose para los playoffs, en los que cayeron en las finales de conferencia ante los San Antonio Spurs. Debido a un cierre patronal, la temporada regular comenzó el 5 de febrero de 1999 y se redujo de 82 partidos a 50.

## Elecciones en elDraft
Los Blazers no tuvieron ninguna selección en el draft esta temporada.

## Temporada regular
| División Pacífico        | División Pacífico | División Pacífico | División Pacífico | División Pacífico | División Pacífico | División Pacífico | División Pacífico | División Pacífico |
| Equipo                   | G                 | P                 | %                 | PD                | Casa              | Fuera             | Div               |                   |
| ------------------------ | ----------------- | ----------------- | ----------------- | ----------------- | ----------------- | ----------------- | ----------------- | ----------------- |
| y-Portland Trail Blazers | 35                | 15                | .700              | –                 | 22–3              | 13–12             | 15–7              |                   |
| x-Los Angeles Lakers     | 31                | 19                | .620              | 4                 | 18–7              | 13–12             | 14–8              |                   |
| x-Sacramento Kings       | 27                | 23                | .540              | 8                 | 16–9              | 11–14             | 11–9              |                   |
| x-Phoenix Suns           | 27                | 23                | .540              | 8                 | 15–10             | 12–13             | 9–10              |                   |
| Seattle SuperSonics      | 25                | 25                | .500              | 10                | 17–8              | 8–17              | 11–10             |                   |
| Golden State Warriors    | 21                | 29                | .420              | 14                | 13–12             | 8–17              | 8–11              |                   |
| Los Angeles Clippers     | 9                 | 41                | .180              | 26                | 6–19              | 3–22              | 3–16              |                   |

## Playoffs

### Primera ronda
Portland Trail Blazers  vs. Phoenix Suns
| Fecha      | Partido                                     | Ciudad   |
| ---------- | ------------------------------------------- | -------- |
| 8 de mayo  | Portland Trail Blazers 95, Phoenix Suns 85  | Portland |
| 10 de mayo | Portland Trail Blazers 110, Phoenix Suns 99 | Portland |
| 12 de mayo | Phoenix Suns 93, Portland Trail Blazers 103 | Phoenix  |
|            | Portland Trail Blazers gana las series 3-0  |          |

### Semifinales de conferencia
Utah Jazz  vs. Portland Trail Blazers
| Fecha      | Partido                                    | Ciudad         |
| ---------- | ------------------------------------------ | -------------- |
| 18 de mayo | Utah Jazz 93, Portland Trail Blazers 83    | Salt Lake City |
| 20 de mayo | Utah Jazz 81, Portland Trail Blazers 84    | Salt Lake City |
| 22 de mayo | Portland Trail Blazers 97, Utah Jazz 87    | Portland       |
| 22 de mayo | Portland Trail Blazers 81, Utah Jazz 75    | Portland       |
| 25 de mayo | Utah Jazz 88, San Antonio Spurs 71         | Salt Lake City |
| 27 de mayo | Portland Trail Blazers 92, Utah Jazz 80    | Portland       |
|            | Portland Trail Blazers gana las series 4-2 |                |

### Finales de conferencia
San Antonio Spurs  vs. Portland Trail Blazers
| Fecha      | Partido                                         | Ciudad      |
| ---------- | ----------------------------------------------- | ----------- |
| 29 de mayo | San Antonio Spurs 80, Portland Trail Blazers 76 | San Antonio |
| 31 de mayo | San Antonio Spurs 86, Portland Trail Blazers 85 | San Antonio |
| 4 de junio | Portland Trail Blazers 63, San Antonio Spurs 85 | Portland    |
| 6 de junio | Portland Trail Blazers 80, San Antonio Spurs 94 | Portland    |
|            | San Antonio Spurs gana las series 4-0           |             |

## Estadísticas

### Temporada regular
| Jugador          | PJ | PT | MPP  | %TC   | %3P   | %TL   | RPP | APP | ROB | TPP | PPP  |
| ---------------- | -- | -- | ---- | ----- | ----- | ----- | --- | --- | --- | --- | ---- |
| Damon Stoudamire | 50 | 50 | 33.5 | .396  | .310  | .730  | 3.3 | 6.2 | 1.0 | .1  | 12.6 |
| Arvydas Sabonis  | 50 | 48 | 27.0 | .485  | .292  | .771  | 7.9 | 2.4 | .7  | 1.3 | 12.1 |
| Greg Anthony     | 50 | 0  | 16.1 | .414  | .392  | .697  | 1.3 | 2.0 | 1.3 | .1  | 6.4  |
| Rasheed Wallace  | 49 | 18 | 28.9 | .508  | .419  | .732  | 4.9 | 1.2 | 1.0 | 1.1 | 12.8 |
| Jim Jackson      | 49 | 9  | 24.0 | .411  | .278  | .842  | 3.2 | 2.6 | .9  | .1  | 8.4  |
| Brian Grant      | 48 | 46 | 31.8 | .479  |       | .814  | 9.8 | 1.4 | .4  | .7  | 11.5 |
| Stacey Augmon    | 48 | 21 | 18.2 | .448  | .000  | .684  | 2.6 | 1.2 | 1.2 | .4  | 4.3  |
| Walt Williams    | 48 | 16 | 21.8 | .424  | .438  | .832  | 3.0 | 1.7 | .8  | .6  | 9.3  |
| Isaiah Rider     | 47 | 41 | 29.5 | .412  | .378  | .755  | 4.2 | 2.2 | .5  | .2  | 13.9 |
| Kelvin Cato      | 43 | 0  | 12.7 | .450  | 1.000 | .507  | 3.5 | .4  | .5  | 1.3 | 3.5  |
| Jermaine O'Neal  | 36 | 1  | 8.6  | .434  | .000  | .514  | 2.7 | .4  | .1  | .4  | 2.5  |
| Bonzi Wells      | 7  | 0  | 5.0  | .550  | .333  | .444  | 1.3 | .4  | .1  | .1  | 4.4  |
| John Crotty†     | 3  | 0  | 6.3  | .500  | 1.000 | 1.000 | .3  | 1.7 | .7  | .0  | 4.0  |
| Carlos Rogers    | 2  | 0  | 4.0  | 1.000 |       | .250  | .5  | .5  | .0  | .0  | 2.5  |
| Gary Grant       | 2  | 0  | 3.5  | .000  |       |       | .0  | 1.5 | .5  | .0  | .0   |
| Brian Shaw       | 1  | 0  | 5.0  | .000  |       |       | 1.0 | 1.0 | .0  | .0  | .0   |

### Playoffs
| Jugador          | PJ | PT | MPP  | %TC  | %3P  | %TL  | RPP | APP | ROB | TPP | PPP  |
| ---------------- | -- | -- | ---- | ---- | ---- | ---- | --- | --- | --- | --- | ---- |
| Brian Grant      | 13 | 13 | 37.1 | .529 |      | .625 | 9.2 | 1.1 | .8  | 1.2 | 13.2 |
| Rasheed Wallace  | 13 | 13 | 36.0 | .514 | .111 | .724 | 4.8 | 1.5 | 1.5 | .8  | 14.8 |
| Isaiah Rider     | 13 | 13 | 32.8 | .429 | .423 | .887 | 3.8 | 2.4 | .8  | .0  | 16.5 |
| Damon Stoudamire | 13 | 13 | 31.0 | .380 | .455 | .706 | 3.2 | 5.6 | .6  | .1  | 10.2 |
| Arvydas Sabonis  | 13 | 13 | 30.2 | .398 | .200 | .907 | 8.8 | 2.2 | 1.2 | 1.2 | 10.0 |
| Jim Jackson      | 13 | 0  | 20.4 | .361 | .278 | .905 | 2.3 | 1.5 | .5  | .1  | 7.3  |
| Greg Anthony     | 13 | 0  | 17.3 | .327 | .258 | .676 | 1.1 | 2.5 | 1.0 | .1  | 5.2  |
| Walt Williams    | 13 | 0  | 14.2 | .362 | .406 | .571 | 1.2 | .8  | .5  | .2  | 4.8  |
| Stacey Augmon    | 13 | 0  | 13.5 | .357 | .000 | .833 | 2.5 | .4  | .6  | .2  | 2.7  |
| Jermaine O'Neal  | 9  | 0  | 6.1  | .400 |      | .500 | 1.9 | .1  | .0  | .3  | 1.6  |
| Kelvin Cato      | 8  | 0  | 5.4  | .111 |      | .400 | .9  | .3  | .1  | .1  | .8   |

- † Indica que el jugador jugó también en otro equipo durante la temporada. Las estadísticas reflejan únicamente el tiempo con los Trail Blazers.

## Galardones y récords
| Jugador/Entrenador | Galardón                     |
| Mike Dunleavy      | Entrenador del Año de la NBA |